# Louis Ganne (compositeur)
Pour les articles homonymes, voir Louis Ganne et Ganne.
Gustave Louis Ganne (Buxières-les-Mines, 5 avril 1862 – Paris 17e arrondissement, 13 juillet 1923) est un compositeur et chef d'orchestre français. Succédant à Isaac Strauss et à son confrère Olivier Métra, le maestro Louis Ganne fut à partir de l'année 1898 le dernier chef d'orchestre des Bal de l'Opéra. Grâce à la collaboration de Léon Jehin alors directeur musical dans la principauté de Monaco ; à partir de 1905 Louis Ganne fonde à l'opéra de Monte-Carlo, une formation orchestrale exclusivement composée de premiers prix du Conservatoire, orchestre dénommé les Concerts Ganne, qui auront une très grande vogue à la Belle Époque dans la principauté de Monaco ; concerts qu'il dirigea avec une rare maestria jusqu'aux derniers instants de sa vie. Musicien exquis de cette « Belle Époque » triomphante ; le compositeur Louis Ganne fut l'un des maîtres incontestés de l'opérette française, par sa musique brillante et entrainante pleine de verve. Il fut le Père de deux Hymne nationaux intemporels, de la célèbre chanson du Père la Victoire (qui fut plus tard dédiée à Georges Clemenceau en 1918) et de l'immortelle Marche lorraine (une deuxième Marseillaise pour les lorrains). En parallèle à sa glorieuse carrière de Maestro, il compose de nombreuses musiques militaires, musiques scéniques de ballet, pièces de piano, mazurkas, valses, menuet, opérettes ou Opéra-comique.
Louis Ganne restera à jamais ce compositeur complètement atypique, à la facture culturelle étrangement si française, dont l'expression de son génie créateur et musical fut toujours guidé par un incomparable et rare esprit patriotique.

## Biographie

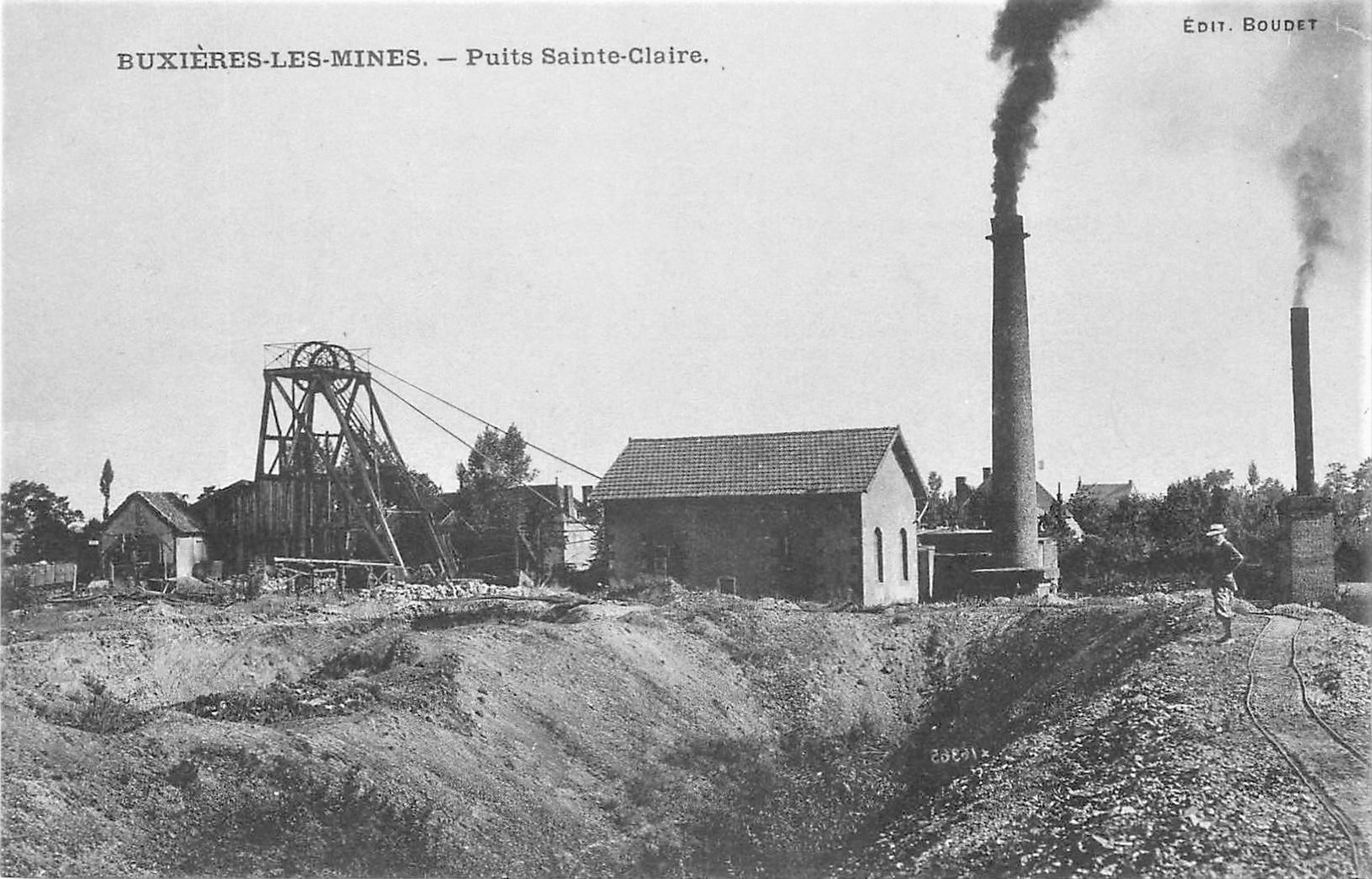
Le bassin houiller de Buxières-les-Mines (Allier) vers la fin du XIXe.

Gustave Louis Ganne naît à Buxières-les-Mines (Allier) le 5 avril 1862. Il est le fils cadet d'Annet Ganne un rude auvergnat originaire de Saint-Pierre-Roche, affecté par l'administration minière au bassin houiller de Buxières-La-Grue, où comme chef porion, il vint se fixer dans la vallée de l'Aumance dans le Bocage bourbonnais avec Anne-Marie Prudhon son épouse. Orphelin à sept ans à la suite du décès accidentel de son père en 1868 mort à la mine, sa mère une énergique bourguignonne alors dans une situation des plus précaire en charge de quatre enfants, décide de se fixer en région parisienne, pour parfaire l'éducation de ses deux fils aînés.
Les premières années de cette nouvelle vie parisienne était alors pleine de découvertes et d'inconnues pour ces petits orphelins d'un chef mineur tragiquement disparu. À propos de ce destin incertain, sous la plume de Max Heller chroniqueur théâtral et musical au journal Gil Blas, en 1906 le compositeur Louis Ganne en personne, donna cette confidence des plus surprenante :
« ... (...) Jusqu'à l'âge de quatorze ans, je m'étais contenté de faire dans divers collèges parisiens des études convenables, indécis sur le métier que j'exercerai plus tard, lorsque ma mère un jeudi, me conduisit au Palais-Royal. La musique de la Garde républicaine y jouait ce jour-là. Entre autres morceaux, les excellents artistes exécutèrent plusieurs passages de Lucie de Lammermoor. Cette audition m'énivra. Au point que le soir même, comme ma mère s'informait à table de l'impression que j'avais emportée de cette promenade : « Je serai musicien ! » m'écriai-je avec feu. Les ressources de la chère femme étaient modestes : elle s'effara, mais je rangeai hardiment le métier de compositeur parmi les plus lucratifs. Alors elle ne s'opposa plus à mon entrée au Conservatoire. Sa joie fut immédiate et sans bornes lorsque j'y remportai un Ier Prix d'harmonie. (...) ».

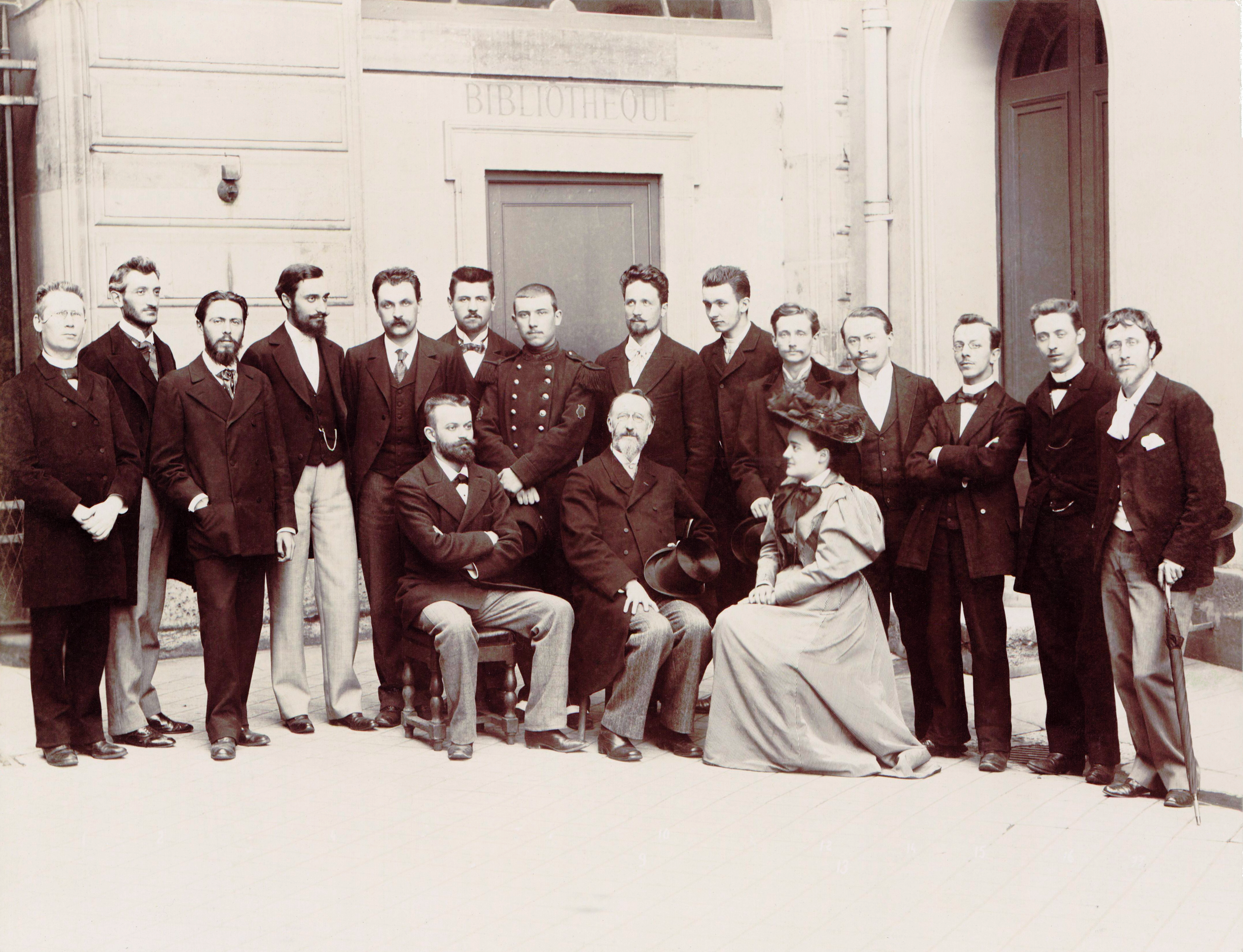
Cliché d'Eugène Pirou - Classe de composition du Conservatoire de musique de Paris vers 1895. Le professeur Théodore Dubois est assis au centre de cette photographie.

Boursier, le jeune Louis Ganne grandit à Issy-les-Moulineaux, où il devient élève pensionnaire à l'Institution religieuse de Saint-Nicolas d’Issy, de 1869 à 1877. Voyant ses intérêts et ses prédispositions pour la composition musicale, le frère Engelbert, enseignant de la Congrégation, décide de le présenter au Conservatoire national de Paris. Après des études assidues au Conservatoire de Paris sous la direction, entre autres, de Théodore Dubois et de Jules Massenet, Louis Ganne remporte un premier prix en classe d'harmonie en 1881. Il se voit également décerner en 1882 un second prix d'orgue dans la classe de César Franck, pour une composition de son cru, Prière (pour Grand Orgue) pièce musicale dédicacée à son maître Théodore Dubois. En cette année, l'apprenti musicien Louis Ganne qui tient l'harmonium de l'Institution de Saint-Nicolas, dirige également la Société chorale des Enfants de Saint-Nicolas d'Issy, dont il est le directeur. Il présenta le 16 juin 1882 à Vanves sa formation chorale à la salle Vaillant pour un Concours de Chant Choral, examen placé sous l'appréciation émérite de l'illustre Laurent de Rillé alors président du Jury. Morceau de concours imposé : Le Chant du ruisseau, d'Achille Dupont.
Contraint par la situation économique précaire de sa mère et de sa fratrie, après une année malheureusement écourtée de formation musicale auprès de son maître Massenet (qui lui gardera toujours une grande et admirative affection), le jeune Louis Ganne doit hélas très tôt gagner sa vie comme professeur de musique. Dans ses Mémoires ou Souvenirs d'Enfance et de Jeunesse, durant ses années estudiantine passées au Lycée Michelet, l'homme de lettres Fernand Gregh se souvint tout particulièrement de ce jeune professeur de musique débutant.

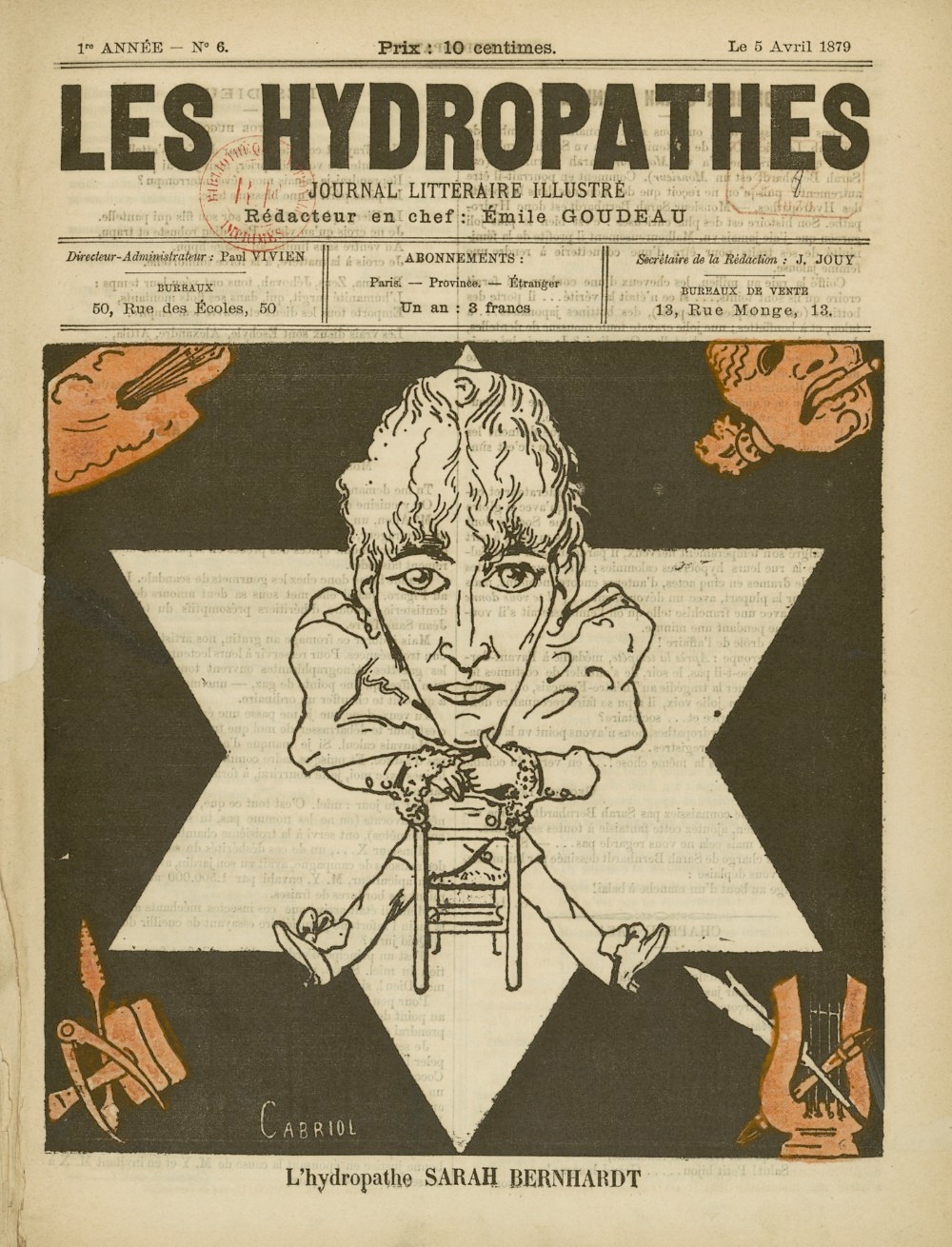
Les Hydropathes, journal su 5 avril 1879 no 6. Caricature de Sarah Bernhardt par Lorin dit Cabriol.

« ...(...) Le professeur de musique dont le passage bien que fort court, qui fut pour moi le plus marquant, s'appelait M. Louis Ganne. C'était un tout petit homme avec une moustache de gendarme et des yeux tendres. Il tenait l'harmonium les jeudis et dimanches à la chapelle du lycée. Et tous les soirs il dirigeait jusqu'à deux heures du matin l'orchestre des Hydropathes, rue Fontaine, menant l'existence de Célestin et Floridor dans Mam'zelle Nitouche d'Hervé...(..) Il savait que mon père était musicien et voyait que j'aimais la musique ; aussi, au lieu de me faire exécuter mes exercices, me jouait-il ses plus récentes compositions. C'est ainsi qu'il me régala un jour, au piano, d'une marche brillante qu'il venait d'écrire pour un ballet des Folies Bergère, intitulé si je ne me trompe - Fleurs et Plumes, et qui arrangée avec des paroles, est devenue...Le Père la Victoire. Il avait un vrai talent de compositeur, et c'était un charmant homme ».

Ce fut en effet lors de l'examen du 11 août 1882 au prix d'orgue du Conservatoire de musique, que le jeune organiste exécuta une composition de son cru, Prière (pour Grand Orgue) estimable œuvre qui fut couronnée d'un Prix d'Honneur le 1er octobre 1882 par le jury composé de (Th. Dubois, Gigout, César Franck, Guilmant, Niedermeyer, Loret, Steenmann) lors de la fondation de la Société Internationale des Organistes et des Maîtres de Chapelle.

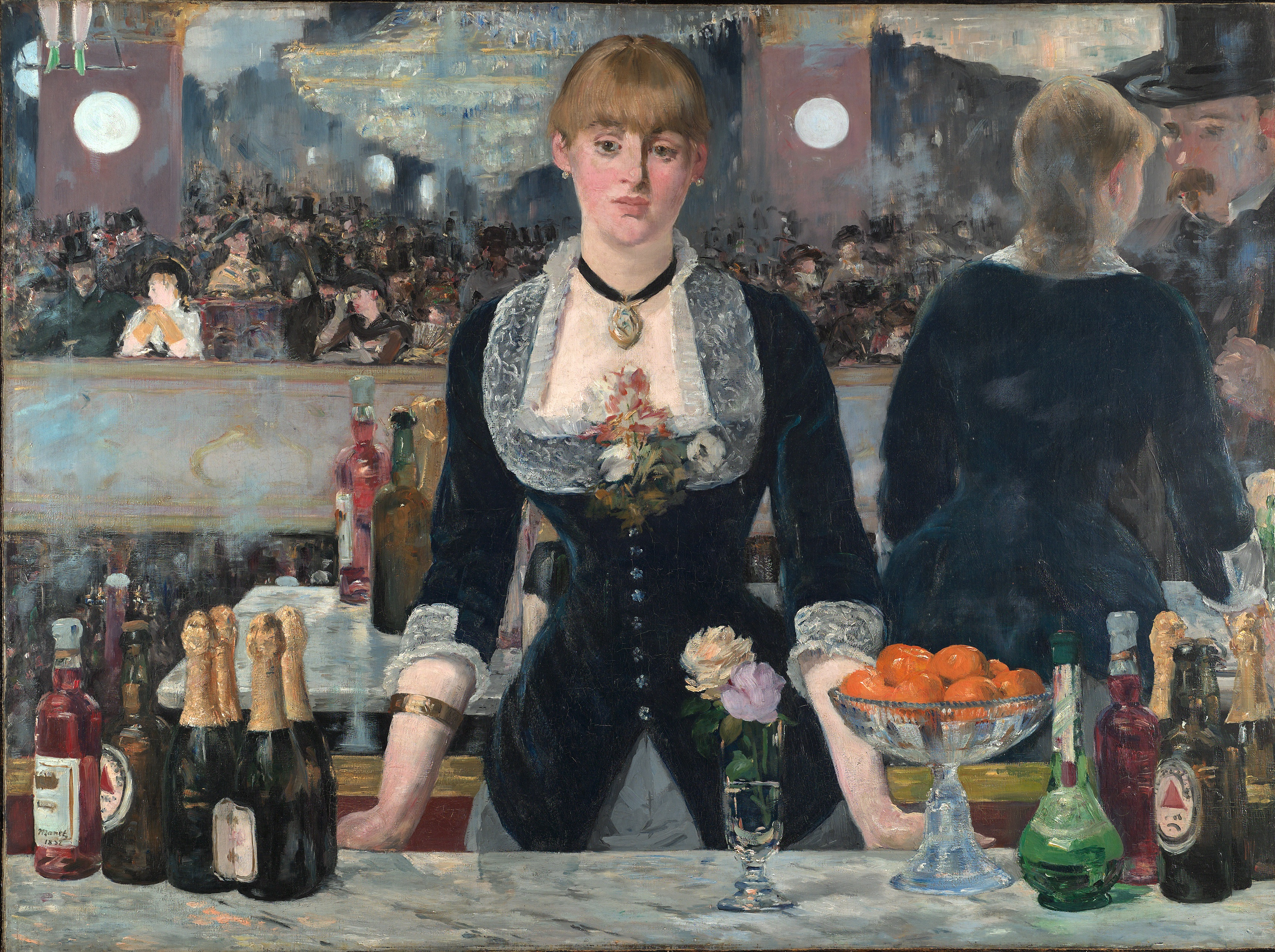
Édouard Manet - Le bar des Folies Bergère en 1882, année où Louis. Ganne commença à vingt ans sa prometteuse carrière de compositeur, dans ce célèbre music-hall parisien.

Bien que de formation originellement classique, Louis Ganne se trouve attiré précocement par la musique dite « légère ». Il a tout juste 20 ans quand Léon Sari, directeur du théâtre des Folies Bergère, accepte de produire la musique de son 1er ballet divertissement sur un livret d'Armand Lafrique et intitulé Les Sources du Nil. Au lendemain de la première représentation donnée le 18 novembre 1882, le journal satirique Le Tintamarre, sous la plume du critique théâtral Grandgousier (Émile Chomet), écrit brièvement à propos de ce musicien, encore un parfait inconnu :
« [...] Constatons toutefois que M. Lafrique (un nom tout à fait de circonstance) a complètement réussi, en composant ce divertissement sur lequel M. Ganne, un élève de Massenet, a écrit une musique à la fois agréable et savante ».
Dans la presse nationale, rares sont les grands quotidiens de l'époque qui relatent cet évènement musical. Dans sa rubrique du Courrier des Théâtres, le journal Gil Blas évoque aussi succinctement avec louange cependant cette première musicale :
« Grâce à un de nos jeunes confrères, M. Armand Lafrique, Les Sources du Nil sont découvertes... chorégraphiquement. Le nouveau ballet vient de remporter un immense succès sur le scénario plein d'originalité et de couleur de M. Armand Lafrique. M. Ganne a écrit une musique remarquable. ».

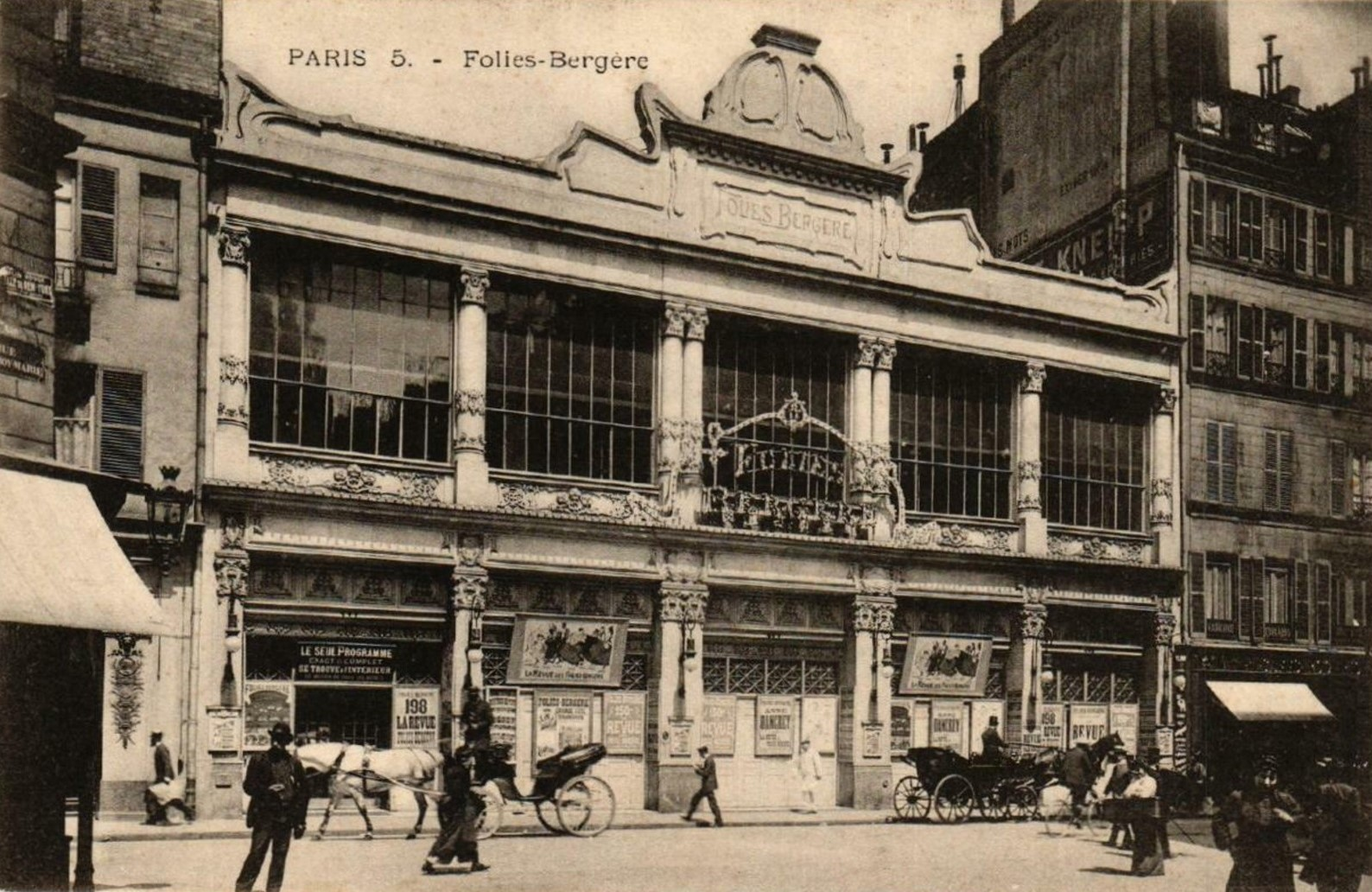
Théâtre des Folies Bergère - Paris début du XXe siècle. Carte postale ancienne. Vers 1900

Au lendemain de cette appréciation, dans ses Soirées parisiennes, le critique théâtral et musical Pierre Decourcelle (sous le pseudonyme de Choufleuri) écrit dans le journal Le Gaulois :
« La musique des Sources du Nil est de M. Ganne, un jeune élève de Massenet, qui procède de son maître. ».
La presse généraliste ou musicale, souligna l'exceptionalité que l'on avait donné ici une rare confiance et une chance inconditionnelle à un jeune musicien de 20 ans, encore débutant certes, mais offrant un fort potentiel de créativité. Il est vrai que cette première production scénique donnée par le jeune Louis Ganne remporta en décembre 1882 un immense succès. En cette fin de XIXe siècle le jeune compositeur s'était-il laissé gagné par la vogue de l'Orientalisme ? Sous la plume de Paul Veck, rédacteur en chef de l'Album Théâtral,  on pouvait lire :
" Tous les soirs, grand succès pour Source du Nil, le ballet de MM. Lafrique pour le scénario et de M. Ganne pour la musique. Ce divertissement a parfaitement réussi; la musique est très intéressante et plusieurs motifs ont été très remarqués. La Légende de Source du Nil ne laisse rien à désirer comme intérêt. Le public si connaisseur des Folies Bergère a beaucoup applaudi."

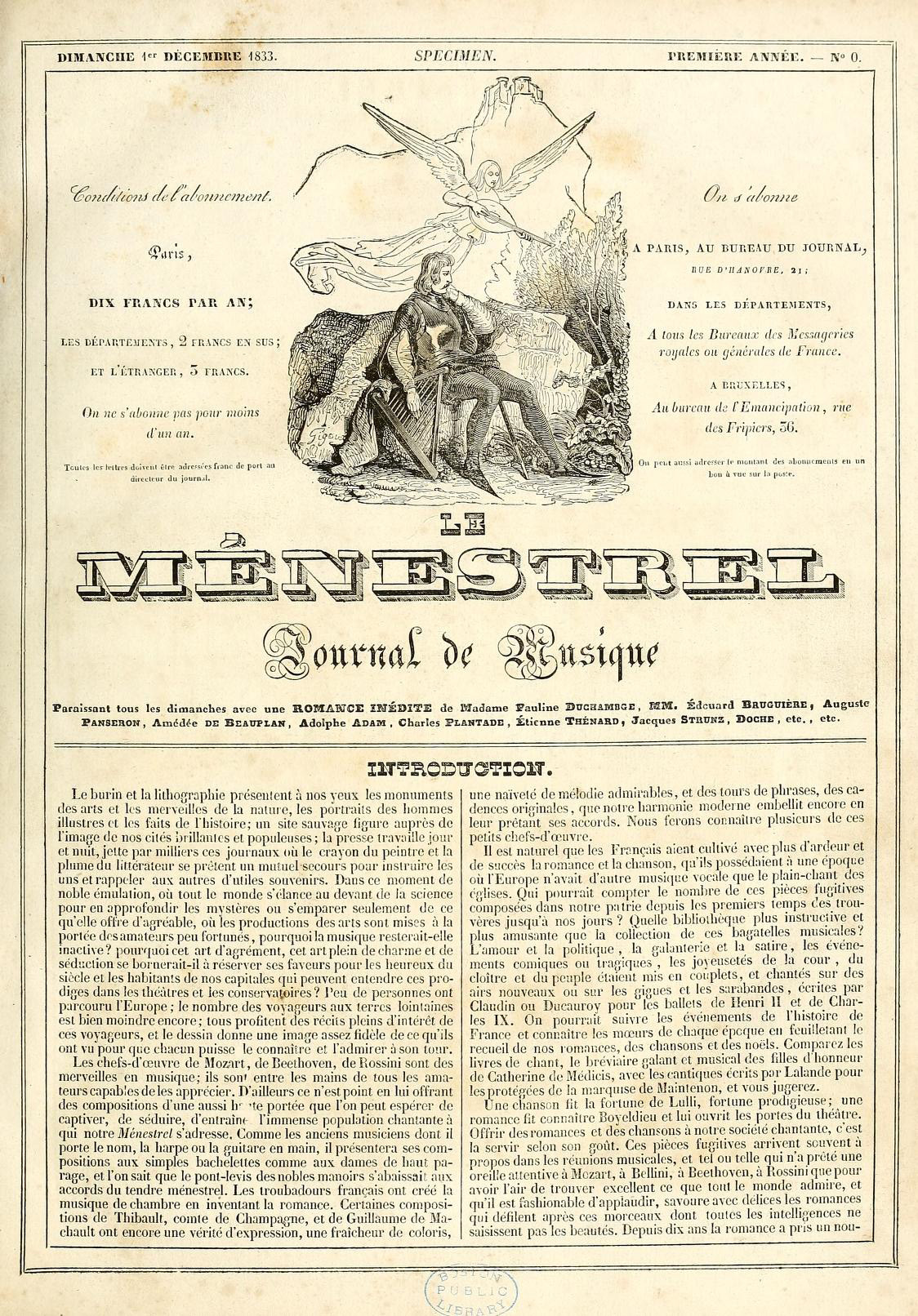
La revue Le Ménestrel, témoigna et reconnu dès ses débuts, avec une totale reconnaissance les talents d'un jeune musicien nommé Louis Ganne.

Si de nombreux quotidiens nationaux ignorent les débuts professionnels du jeune Louis Ganne, c'est également le cas en grande partie de la presse spécialisée musicale, à l'exception notable du journal Le Ménestrel, qui rapporte à ce propos :
« Un jeune musicien, qui suit encore les cours du Conservatoire, où il a remporté cette année le premier prix d'harmonie dans la classe de M. Théodore Dubois, vient de s'essayer dans la carrière de compositeur par un ballet représenté aux Folies Bergères : Les Sources du Nil. Il y a là des qualités de jeunesse et de verve qui méritaient d'être signalées et des promesses sérieuses pour l'avenir. Ganne est le nom du maestro en herbe. ».
À ses débuts, Ganne restait incontestablement un musicien de formation classique, dans laquelle il puisait toute son inspiration. À cette époque, un des maitre vénéré de l'École française d'orgue du XIXe, l'organiste Alexandre Guilmant avait fondé vers 1880 un grand concert d'orgue avec orchestre qui se tenait dans l'auditorium du Palais du Trocadéro, concert très prisé de l'élite parisienne, dans lequel le virtuose n'hésitait pas à mettre à l'honneur dans la programmation de son récital, des œuvres méritantes de jeunes compositeurs, encore inconnus du grand public. En avril 1883, le journal musical Le Ménestrel en fit le compte-rendu suivant :
« Il y avait foule au Trocadéro pour le premier concert d'orgue ; cet empressement du public s'explique facilement, puisque les concerts de M. Guilmant sont les seuls où on puisse jouir du magnifique instrument de M. Cavaillé-Coll, et faire connaissance avec des œuvres qu'on entend que là. (....) C'est aussi avec beaucoup de plaisir que nous avons entendu une Marche Nuptiale, d'un jeune organiste M. Louis Ganne, morceau qui a été couronné par la Société Internationale des Organistes ».

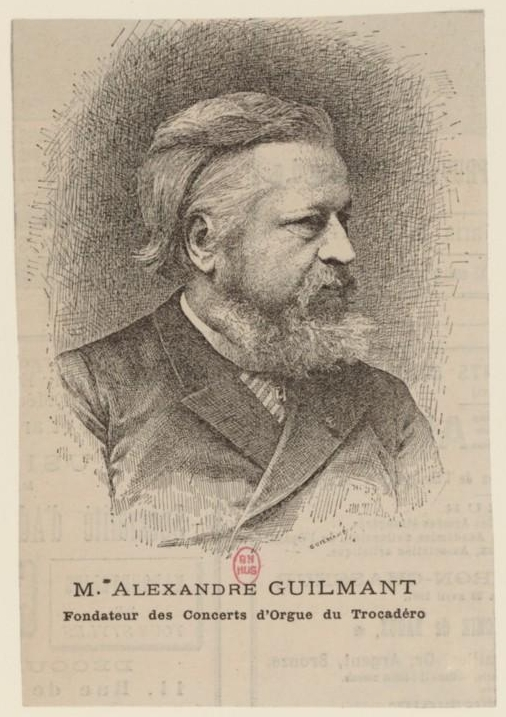
Dans ses concerts mondains donnés au grand auditorium du Trocadéro en 1883 ; le maître organiste Alexandre Guilmant, rendit compte sans hésitation du talent et des mérites musicaux insoupçonnés d'un tout jeune organiste méconnu, nommé Louis Ganne.

Ces concerts classiques programmés au grand orgue avec orchestre (Édouard Colonne) à l'auditorium du Palais du Trocadéro du maître organiste Alexandre Guilmant, étaient fort en vogue, attirant toujours une vive attention de la presse et du public ; aussi trouvons-nous à propos du grand concert du 29 avril 1883 :
« M. Guilmant qui ne se contente pas d'initier le public aux belles œuvres des maîtres, nous a donné la Marche Nuptiale de M. Louis Ganne. Ce morceau couronné par la Société Internationale des Organistes est une œuvre magistrale d'un caractère élégant qui convient tout à fait au sujet traité ».
Depuis sa sortie du Conservatoire de musique, Ganne âgé d'à peine 21 ans, est un musicien en recherche d'inspiration, encore incertain dans l'accomplissement de la musique scénique. Cependant le nom de Louis Ganne commença à circuler dans le Tout-Paris. En mai 1883, le jeune compositeur âgé de 21 ans se trouva engagé par Georges de Lagrené directeur et jeune imprésario du théâtre du Château d'Eau, lors de la Première représentation populaire de l'opéra Norma du compositeur Vincenzo Bellini, où il est chargé lors de l'ouverture de la saison lyrique de diriger l'orchestration des chœurs. Dans les pages du très professionnel Progrès Artistique, journal des Artistes Musiciens, Instrumentistes et Choristes, nous trouvons sous la plume du critique musical Léon Vien, l'appréciation suivante :
« Les chœurs sous la direction de M. Ganne, un jeune compositeur de grand talent, déjà connu par un ballet des Folies Bergère, ont marché de la façon la plus correcte ».
En février 1884, Georges de Lagrené alors directeur de l'Opéra Populaire (ancien nom du Théâtre de l'Alhambra) sollicita la collaboration de François Coppée pour écrire un ballet, dont la musique serait confiée au jeune compositeur Louis Ganne. Plusieurs journaux de l'époque, annoncèrent ce projet culturel prometteur, qui n'eut hélas semble t-il pas de suite ?
En avril 1884, le dramaturge Paul Milliet (librettiste de Massenet) projette de monter Maitre Jean, pour le théâtre de la Gaîté-Lyrique, une farce moraliste en un acte, dont il confie au jeune compositeur Louis Ganne, l'écriture de la partition musicale.
«..(..) M. Milliet a écrit sa farce moralisée (..) avec une verve remarquable ; l'action dure vingt cinq minutes à peine et elle est entremélée d'un menuet ravissant l'auteur M. Gane (Ganne) un élève de Massenet) et d'une vieille chanson. (..).. ».
En cette année 1884 le quotidien Le National fondé en 1830 par Adolphe Thiers fut un des rare organe de presse à porter le plus vif intérêt à cette œuvre de Paul Milliet, et où l'on pouvait lire dans la rubrique musicale (Première Représentation) sous la plume avisée d'Edmond Stoullig, cet éclairage bienveillant suivant :
«...(...) La musique de Maître Jean est de M. Ganne, un élève de Massenet, qui a écrit une Vieille chanson et un Menuet tout à fait délicats. La représentation de la Gaîté était donnée au profit de l'Union française de la jeunesse, une association d'instruction et d'éducation populaires, pour laquelle la Comédie-Française se met en frais chaque année ».

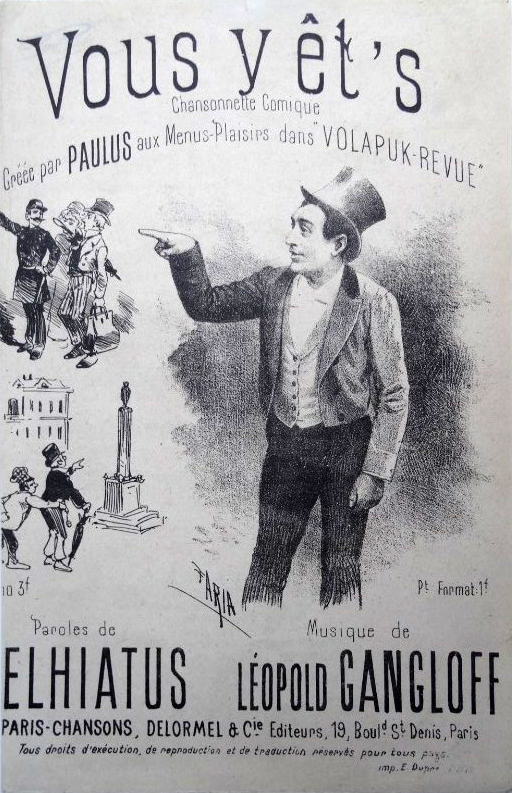
Le chansonnier Paulus dans Volapuk-revue en 1886-1887.

À la fin du XIXe siècle époque où l'usage de cet idiome dit du Volapük fut très en vogue, une composition du musicien en herbe Louis Ganne est accepté par Marius Lallemand, nouveau directeur des Folies Bergère. Cette musique de ballet est justement intitulée Volapuck sur un livret de René de Cuers et de Georges Bompar, fut la deuxième œuvre du jeune maitre à être acceptée par le célèbre music-hall parisien. Assuré d'obtenir auprès du public parisien un grand succès, excepté le journal hebdomadaire La Jeune Garde, peu de quotidiens du temps se firent l'écho de cet évènement musical. Pourtant en voici un digne du plus grand intérêt :
« Le ballet Volapuck une très ingénieuse fantaisie de nos confrères R. de Cuers et de Bompar, sur laquelle le jeune et déjà très apprécié compositeur Louis Ganne a composé une partition d'une réelle valeur musicale, qui a beaucoup plu ; nous sommes heureux d'en constater le franc succès ».

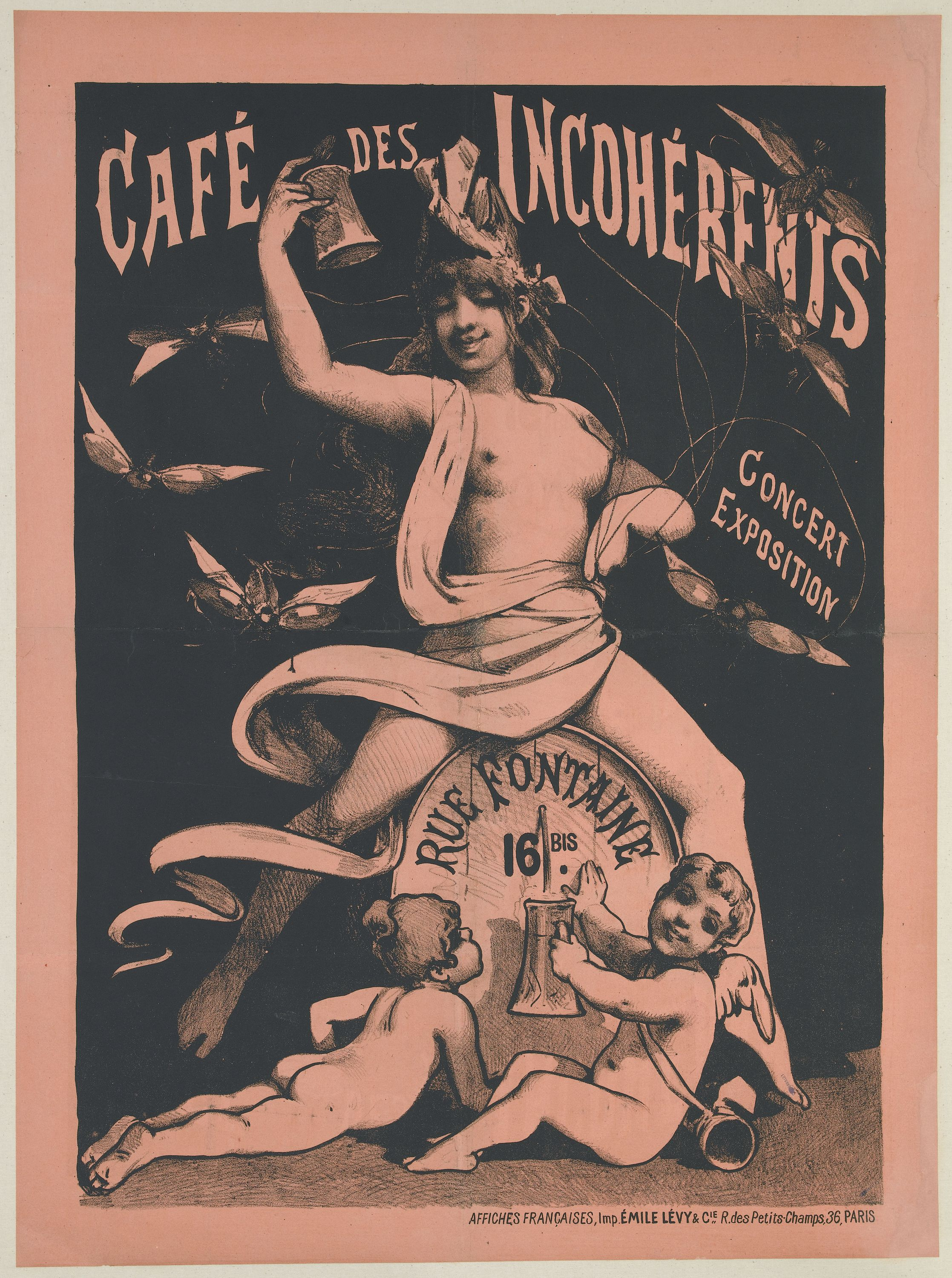
Affiche du célèbre Café des Incohérents à Montmartre, au 16 bis rue Fontaine.

À travers le mouvement culturel des Arts incohérents, le jeune compositeur Louis Ganne se senti quelques affinités avec une certaine musicalité sortie des nombreux Cafés-concerts nées dans les milieux montmartrois, et où gravitait une forte influence de nombreux poètes ou chansonniers hétéroclites autour de l'emblématique cabaret du Chat noir, fondé par Rodolphe Salis. En cette pleine époque de décadentisme, le mouvement incohérent guidé par Jules Lévy son fondateur connu aussi quelques popularité auprès du public parisien dans l'organisation de concerts ou de bals. Le Café des Incohérents fréquenté par de nombreux Hydropathes était situé au 16 bis Rue Fontaine et décoré par Jules Grün, vit le jour en 1884 et voulait se démarquer du cabaret du Chat noir comme un lieu culturel et musical et fréquenté par une clientèle moins bohême et plus sélecte. Les sieurs Émile Goudeau, Jules Lévy, Jules Jouy, etc. étaient tous dans la proximité relationnelle du jeune Louis Ganne. Selon un essai de Louis Oster, dans les années 1886-1888, le jeune compositeur Louis Ganne était connu comme directeur musical & chef d'orchestre (1886-1888) du célèbre Café des Incohérents :

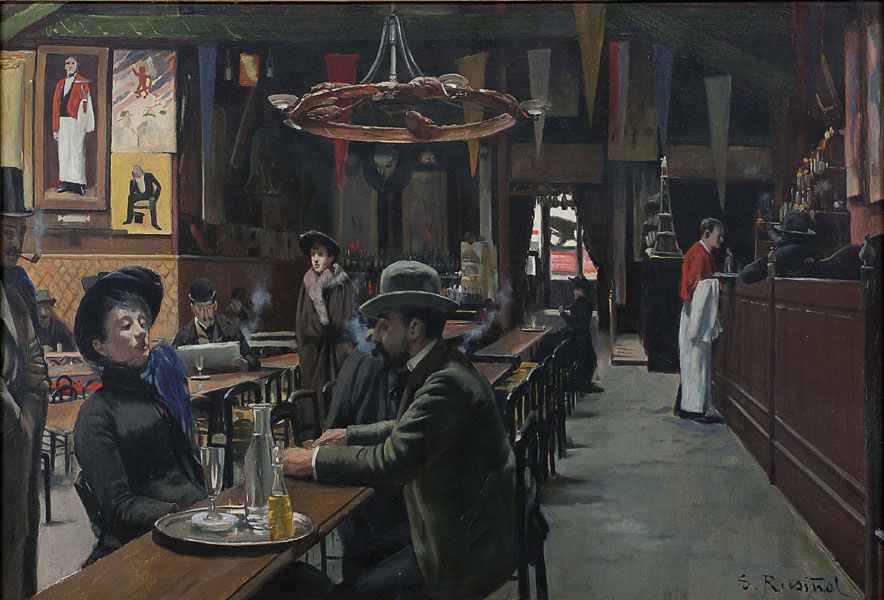
Intérieur de café à Montmartre (le célèbre Café des Incohérents 16 bis rue Fontaine, IXe arrondissement, Paris) - Tableau du peintre catalan Santiago Rusiñol, vers 1890..

"... il accueillait l'après-midi un " orchestre symphonique" dirigé d'abord par Louis Ganne puis par Demarquoy; il se changeait le soir, en Café-concert. On y projetait des ombres "incohérentes" et Jules Jouy, grand-maître de l'Ordre des Incohérents y organisait des Expositions de peintures " Incohérentes".
En cette pleine période du Décadentisme, la vogue artistique des Cafés-concerts montmartrois, était parvenue à son apogée. Certains cabarets eurent de brèves existences parfois à l'histoire mouvementée. Toujours à l'avant-garde artistique dans ce monde marginal de peintres, de chansonniers, de cocottes déguisées en ballerines de pacotille, faisait émerger toute une créativité débridée.
"...(...)  Une des nouvelles attractions parisiennes, c'est le Café-Concert des Incohérents que viennent de fonder MM. Cohl et Marx. Rien de plus Incohérent que la galerie de tableaux qui orne la salle et une troupe d'artiste de choix constitue un spectacle des plus agréables".
Parallèlement à son métier de musicien et de chef d'orchestre au bal des Incohérents à l'Eden-Théâtre, le jeune Louis Ganne qui habitait alors dans le Quartier des Batignolles au 7 Rue des Dames, avait fondé en 1885 une petite Société Orphéonique baptisée  France-Fanfare composée de 60 exécutants, dont il devint le directeur. Le 2 août 1886, il se produisit avec sa nouvelle formation orphéonique, lors d'une brillante fête donnée dans les jardins du  Pré Catelan, où il fait entendre et dirige lui-même l'Allegro de sa Marche Parisienne. Dès janvier 1887, le jeune compositeur (de 25 ans) donna un deuxième ballet Fleurs & Plumes sur un livret de M. Beaumont au théâtre des Folies Bergère. Lors de la Première représentation donnée 14 janvier 1887, Raoul Toché dit Frimousse critique théâtral et musical au quotidien du Gaulois, écrivit dans sa Soirée Parisienne, l'impression suivante :
"...(...)  Sur une étrange intrigue palpitante, un jeune musicien M. Louis Ganne, a écrit de la musique, chose extraordinaire par le temps qui court. J'ignore s'il recevra des compliments de M. Gounod, de M. Saint-Saëns, ou même de Paladilhe, mais le public convié à cette fête m'a semblé faire bon accueil à sa petite partition..(...)."
C'était à cette époque le temps des Kiosques à musique, où chaque ville ou village de France, possède alors une grande ou petite formation harmonique. En 1887, le jeune musicien Louis Ganne qui avait déjà fondé la sienne, se produisit en matinée lors d'un concert donné au bénéfice des écoles du XIe arrondissement, audience placée sous l'égide de l'Union musicale de Paris et donnée au Gymnase Voltaire avec le concours des harmonies parisiennes La Gauloise et de France-Fanfare :
" L'Harmonie a dit sa gracieuse Ouverture de l'Opéra-Comique Les Diamants de la Couronne, d' Auber. La fanfare que nous ne connaissions pas encore, nous a fait plaisir; sa justesse a été remarquée et son jeune directeur M. Louis Ganne, a dû être satisfait des suffrages qu'il a reçus si unanimement de l'auditoire enchanté ".

## À Royan-sur-l'Océan, en 1895 l'ascension glorieuse d'un Maestro

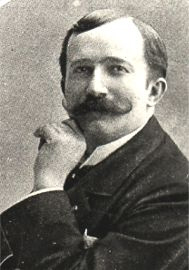
Louis-Gaston Ganne (1862-1923)

Louis Ganne compose la musique du grand ballet-pantomime Phryné en 3 actes sur un livret d'Auguste Germain, dont la première représentation est particulièrement remarquée, avec éloges, dans l'interprétation dans le 1er rôle par la ballerine de l'Opéra de Paris Cléo de Mérode.
Louis Ganne se rend célèbre en composant la musique de l'opérette Les Saltimbanques en 1899.
Chef d'orchestre, il compose de nombreuses opérettes, musiques pour ballets, marches militaires et chansons populaires. Il fonde l'Orchestre de Monte-Carlo en 1905.
Il est président de la SACEM en 1907.
Divorcé en premières noces de Maria Emmanuella Stempouska qui se remaria en 1902 avec Jean Richepin, il se remarie le 25 août 1901 avec Jeanne Massador.
Il meurt au 18 rue Brochant à Paris 17e le 13 juillet 1923, et est inhumé au cimetière parisien de Saint-Ouen (93).

## Distinctions
- Officier de l'Instruction publique (1896)
- Chevalier de la Légion d'honneur (1914)

## Quelques œuvres

### Chansons
- La Marche lorraine, paroles de Jules Jouy et Octave Pradels (1842-1930), créée par Marius Richard à l'Eldorado (théâtre)
- Le Père la Victoire, paroles de Lucien Delormel et Léon Garnier, créée par Paulus, 1888
- La Czarine, chanson franco-russe. Paroles d'Armand Lafrique. Musique de Louis Ganne. (1891)
- Le Cocher, paroles d'Octave Pradels. Répertoire de Kim-Hill. (1891)
- Le chanteur bavard, paroles de Delormel et Garnier. Dédiée à Ouvrard. Crée par Vaunel à l'Eldorado. Musique de Louis Ganne. (1892)
- Chansons Enfantines (compilation de 10 pièces pour Chant & Piano) musique de Reynaldo Hahn, Edmond Missa, Paul Puget, etc., dont celle de Louis Ganne pour la Lettre d'Enfant, sur une poésie de Michel Carré dédiée à sa fille Marie-Thérèse Ganne. Edition supplément de L'Illustration. - Paris décembre 1899. Cette jolie partition enfantine (Lettre d'Enfant) rééditée à Paris chez l'éditeur Costallat en 1900, l'année même où le compositeur Louis Ganne perdait tragiquement, le 3 janvier 1900, sa fille Marie-Thérèse Ganne décédée à 9 ans.
- La Marche des Etoiles. Chanson de route franco-américaine. Livret de M. Maurice Boukay. Partition musicale de Louis Ganne. Edition Ricordi - Paris 1918 - (Composition dédiée au président Wilson) (https://gallica.bnf.fr/ark::/121148/bpt6k3836490.image)

### Opérettes
- Rabelais opérette-vaudeville sur un livret d'Oscar Méténier et de Dubut de Laforest. Musique de Louis Ganne. Nouveau Théâtre - 25 octobre 1892
- Les Colles (L'École) des Femmes, opérette-vaudeville en 4 actes sur un livret d'Adolphe Jaime et d'Henri Kéroul, musique de Louis Ganne. La première représentation fut donnée le 27 septembre 1893, au Théâtre des Menus-Plaisirs, actuel Théâtre Antoine .
- Les Saltimbanques, musique de Louis Ganne sur un livret de Maurice Ordonneau. La première représentation fut donnée avec un énorme succès le 30 décembre 1899, au Théâtre de la Gaîté.
- Hans, le joueur de flûte, opérette sur un livret de Maurice Vaucaire et Georges Mitchell, 1906[24]
- Miss Bouton d'Or, opéra-comique en 7 tableaux de Michel Carré. Musique de Louis Ganne. Théâtre de l'Olympia. Paris 1902
- Rhodope, opérette gréco-égyptienne en 3 actes. Livret de Paul Ferrier et de Paul de Choudens. Musique de Louis Ganne. Première représentation donnée au Casino de Monte-Carlo le 14 octobre 1910.
- Cocorico, opérette en 3 actes. Livret de MM. G. Duval, M. Soulié et P. Jailly. Musique de Louis Ganne. 1913
- L'Archiduc des Folies Bergères. Opérette de Louis Ganne. Théâtre des Folies Bergère - Paris octobre 1916
- La Belle de Paris, opérette de Lucien Boyer et Fernand Rouvray, Théâtre Apollo, 24 octobre 1921[25]
- Le Paradis de Mahomet, opérette en 3 actes de M. Henri Blondeau. Musique de Robert Planquette, complétée par M. Louis Ganne. Première représentation au Théâtre du Trianon Lyrique - Paris mai 1906

### Autres œuvres scéniques
- Les Sources du Nil, ballet divertissement en 3 actes, sur un livret d'Armand Lafrique. Musique de Louis Ganne. Théâtre des Folies Bergère - Paris, 30 novembre 1882
- Maître Jean, farce moraliste en 1 acte, livret de Paul Milliet. Musique de Louis Ganne. Théâtre de la Gaîté. Paris, 27 avril 1884
- Ophélia, ballet divertissement en 2 tableaux. livret de M. Henri Justamant. Musique de Louis Ganne. - Théâtre des Folies Bergère. 23 septembre 1885
- Volapuck, - Ballet sur un livret de René du Cuers & Georges Bompar. Musique de Louis Ganne. Théâtre des Folies Bergère (1886)
- Fleurs et Plumes - Ballet - Livret d'Edmond Beaumont & Gredelue - Musique de Louis Ganne. Théâtre des Folies Bergère (Janvier 1887)
- L'Heureuse Rencontre, divertissement pantomime par MM. Roger Milès et Charles Akar, sur une musique de Louis Ganne. La première représentation fut donnée au Casino de Paris -, le 14 septembre 1892.
- La Fin d'un Monde. Divertissement-pantomime. Livret d'Albert Vallin - Musique de Louis Ganne. Casino de Paris - Décembre 1892
- Tout Paris, pièce à grand spectacle en 5 actes et 11 tableaux de M. Georges Duval - Musique de Louis Ganne. Théâtre du Châtelet - Paris, 1891
- La Puce, ballet-pantomime en 1 acte, sur un livret de Charles Aubert. Musique de L. Ganne - Casino de Paris - 1894
- Pignerolle malade, comédie en 1 acte de Richard O'Monroy. Musique & chanson de Louis Ganne. Comédie-Parisienne le 23 janvier 1894
- Merveilleuses & Gigolettes., ballet-pantomime en 2 actes et 3 tableaux. Livret de Jules Jouy, musique de Louis Ganne - Paris 1895
- Un raseur ou l'Importun. Pantomime dansé en 1 acte. Livret de Georges Boyer et de J-Hansen. Musique de Louis Ganne. Paris, 1895
- Qui veut de l'amour, revue en 1 acte sur un livret de Léon Xanrof & Garnier- Théâtre des Ambassadeurs - Paris 1899
- La Princesse au Sabbat, ballet pantomime en 3 tableaux de Jean Lorrain. Musique de Louis Ganne. Théâtre des Folies Bergère. 25 janvier 1899
- Cythère ballet en 3 tableaux, sur un livret d'Auguste Germain, sur une musique de Louis Ganne. Théâtre des Folies Bergère. 29 avril 1900
- L'Heure du Berger. Ballet en 5 tableaux. Livret de MM. Gaston Arman de Caillavet et de Robert de Flers - Musique de Louis Ganne. Exposition universelle de 1900 - Palais de la Danse - Paris 1re représentation le 28 juin 1900
- La Petite Milliardaire, comédie en 3 actes de MM. Henri Dumay & Louis Forest.. Musique de Louis Ganne. Théâtre de l'Athénée. Paris, 1905
- Glatigny. Drame funambulesque en 5 actes et 6 tableaux de Catulle Mendès. Musique d'Olivier Métra, des frères Lionnet & de Louis Ganne. Théâtre de l'Odéon - Paris, 1906
- Les Ailes, ballet de Chekri Ganem. Avec Mariquita & Caroline Otero.- Musique de Louis Ganne. Théâtre des Folies Bergères. Paris 1910.
- Pompéï, ballet en 2 actes sur un livret de Camille Blanc (?) - Musique de Louis Ganne. Monte-Carlo 11 janvier 1921

### Musique instrumentale
- Andante et Scherzo pour flûte et piano. Composée en 1901, Louis Ganne dédia cette œuvre magnifique à son confrère le compositeur Paul Taffanel. (Cette œuvre fut sélectionnée dès 1901, pour devenir un des Morceaux de Concours pour les élèves du Conservatoire national supérieur de musique. Ganne fut sélectionné comme examinateur auprès du Conservatoire de musique, et fit partie des membres du Jury, de 1901-1905 - 1939)
- Le Chant du pâtre, pastorale pour clarinette et piano, 1893 ; Réédition Sempre più Editions, 2012
- Villanelle, partition pour Flûte & Piano (ou violon), Édition Enoch, 1891
- Echo lointain, rêverie pour clarinette et piano, 1888 ; Réédition Sempre più Editions, 2012
- Le Val fleuri, mélodie pour saxophone alto et piano, 1888 ; Réédition Sempre più Editions, 2012
- Vieille chanson, fantaisie-gavotte pour cornet (ou trompette) et piano, 1888 - Réédition Sempre più Editions, 2012
- Apparition, mélodie pour violoncelle et piano, 1904 ; Réédition Sempre più Editions, 2012
- Invocation, pour violon, orgue, harpe (ou piano) Édition Costallat & Co, Paris, 1903
- Prière pour grand orgue, couronnée en 1882 par la Sté Internationale des Organistes & Maître de Chapelle. Cette première œuvre fut dédiée par le jeune organiste, à son maître vénéré Théodore Dubois. - Réédition Sempre più Editions, 2012
- Marche nuptiale pour orgue, 1898
- Marche nuptiale pour orgue, arrangement pour quintette de cuivres de Jean-Louis Couturier, 2012, Sempre più Editions

### Direction d'orchestre

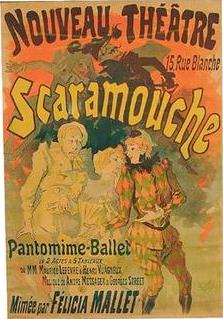
Affiche de Jules Chéret du ballet Scaramouche d'André Messager, donné en 1891, au Nouveau-Théâtre.

Le 2 janvier 1891, le musicien Louis Ganne est nommé chef d'orchestre du Théâtre Moderne.
Le 17 octobre 1891, le compositeur et chef d'orchestre Louis Ganne dirige au Nouveau-Théâtre (Théâtre de Paris), la Première du ballet-pantomime Scaramouche sur une musique des compositeurs André Messager et Georges Street. Il dirige avec brio l'orchestration de ce ballet-pantomime. De nombreux journaux soulignèrent la parfaite exécution orchestrale de cette œuvre chorégraphique, dont le critique musical à L'Évènement Émile Pessard qui souligna les effets exquis de cette composition inédite, félicitant au passage la parfaite direction d'orchestre d'un jeune chef nommé Louis Ganne.
Le 5 novembre 1891, le compositeur et chef d'orchestre Louis Ganne, conduit remarquablement l'orchestre du Nouveau-Théâtre (Théâtre de Paris) lors de la Première du Collier de Saphirs, pantomime en 3 actes sur un livret de Catulle Mendès et sur une musique de son ami du Conservatoire, le compositeur Gabriel Pierné qui fut grand Prix de Rome en 1882.
Le 25 novembre 1891, fut donnée par la direction du Nouveau-Théâtre (Théâtre de Paris) la Première représentation de Barbe-Bleuette, pantomime en 1 acte sur un livret de Raoul de M. Najac et sur une musique de Francis Thomé.
Le 7 février 1892, Louis Ganne chef d'orchestre au Nouveau Théâtre (Théâtre de Paris) dirige le ballet-pantomime La Danseuse de Corde, livret en 3 actes de MM. Aurélien Scholl et Jules Roques sur une musique du compositeur Raoul Pugno. Après Scaramouche, de nombreux journaux ou revues musicales soulignèrent le grand succès que remporta ce nouveau spectacle chorégraphique et lyrique donné  au Nouveau-Théâtre. Le musicien Raoul Pugno qui tint chaque soir le piano, fit également sensation. Quant à l'orchestre de M. Ganne, il se montra brillamment à la hauteur du maître et fut salué unanimement par la presse nationale, si bien que le très savant Monde illustré releva entre autres :

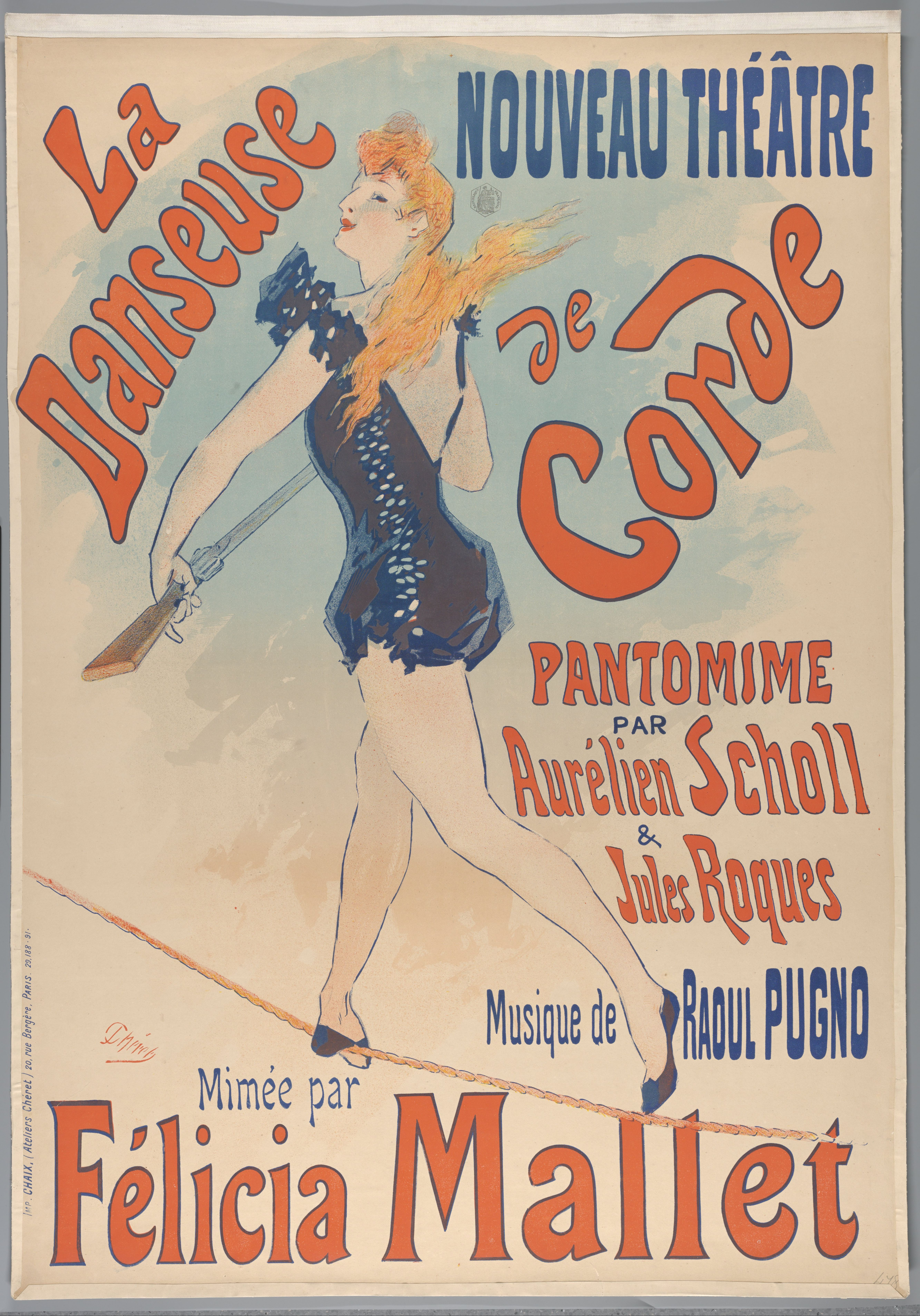
Affiche de Jules Chéret parue en 1891, pour le Nouveau-Théâtre. Ballet-pantomime La Danseuse de Corde mimée par Félicia Mallet, sur une musique du pianiste Raoul Pugno.

" C'est M. Pugno en personne qui tient la partie si prépondérante du piano dans l'orchestre brillamment conduit par M. Ganne et le compositeur s'est montré virtuose merveilleux dans sa façon d'accompagner son œuvre."
Dans une édition du 7 février 1892, le journal des spectacles L'Entracte, confirmait aussi dans ses pages ce plein succès musical du maestro Ganne :
" La musique improvisée par Raoul Pugno sur le scénario de La Danseuse de Corde est tout à fait charmante. M. Ganne, l'excellent chef d'orchestre du Nouveau-Théâtre (Théâtre de Paris), la fait du reste, valoir à merveille".
En 1893, Louis Ganne dirige comme chef d'orchestre au Nouveau Théâtre (Théâtre de Paris) la première représentation de la comédie chorégraphique et lyrique Bouton d'or de son ami du conservatoire Gabriel Pierné, qui fut comme lui un élève de Jules Massenet. Cette année-là, à propos de l'actualité sur les Redoutes du Casino de Paris d'où il vient donner avec succès plusieurs de ses ballets. Pour cette circonstance, à  la UNE du quotidient Le Journal (Supplément illustré des Concerts et des Bals) fondé par Fernand Xau, est publié le dimanche 9 février 1893 un superbe portait de Louis Ganne dessiné et lithographié par Albert Mantelet, ainsi qu'une notice biographique du jeune et brillant chef d'orchestre.
En 1895, le compositeur Louis Ganne devient le premier chef d'orchestre et est nommé directeur musical du nouveau Casino municipal de Royan. Cette année-là, son ami du Conservatoire, le musicien lorrain Gabriel Pierné, lui dédia l'une de ses compositions pour piano : Sérénade à Colombine. Opus 32.

## Distinctions et hommages

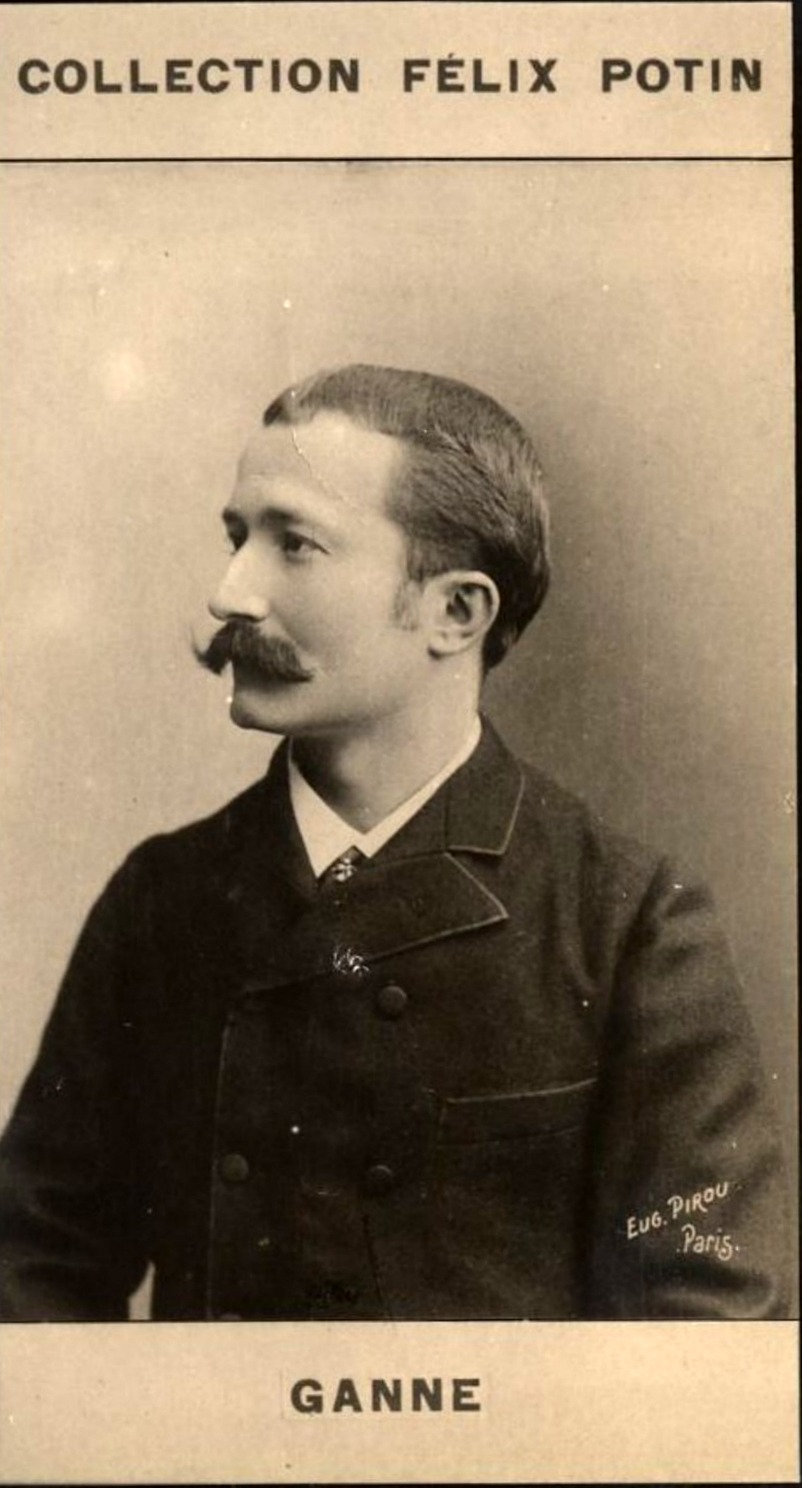

En janvier 1894, le compositeur Louis Ganne est nommé Syndic (Sociétaire du Comité Permanent) de la Société des auteurs, compositeurs et éditeurs de musique. Annonce parue dans La Plume - 6e année no 113, édition du 1er au 15 janvier 1894, revue littéraire fondée par Léon Deschamps.
Le 8 février 1896, Louis Ganne est nommé officier de l'Instruction publique par décret paru au Journal officiel.
1897 : Parution de l'ouvrage : MONTMARTRE, SUITE de VALSES, sur des motifs des chansons de Paul Delmet par Edmond Missa, Édition Enoch, Paris, 1898, édition illustrée par  Steinlen. Ouvrage dédié à Louis Ganne.
11 mai 1899 : Première assemblée générale d'une Société des artistes musiciens d'orchestre créée à l'initiative des compositeurs Louis Ganne et Georges Auvray. Lors de sa 1re Assemblée syndicale, cette Société artistique & musicale fut présidée par le maître Vincent d'Indy. À cette Société des artistes musiciens, faisait entre autres partie Chausson, Parès, etc. comprenant plus de 600 signataires.
Le 15 septembre 1900, le musicien Louis Ganne préside le Concours de l'Orphéon municipal d'Auvers-sur-Oise, charmante cité du peintre Vincent van Gogh, village de l'Oise où il composa en décembre 1899 sa plus célèbre opérette Les Saltimbanques.
Louis Ganne est nommé chevalier dans l'ordre de François-Joseph d'Autriche, le 11 juillet 1909.
En juin 1911, le compositeur Louis Ganne est reçu officiellement à Rome à la célèbre Villa Médicis.
Par ordonnance du palais princier de Monaco, émise officiellement le 12 novembre 1912, le compositeur Louis Ganne est fait chevalier de l'ordre de Saint-Charles.
Relevant de la promotion de la Légion d'honneur du 1er janvier 1914, il est promu en même temps que le compositeur Reynaldo Hahn. Il reçoit, dans la principauté de Monaco, ses insignes de chevalier dans l'ordre national de la Légion d'honneur.
En janvier 1923, une nouvelle et luxueuse salle de musique fut nommée salle Ganne est inaugurée au grand casino de Monte-Carlo. Quelques mois avant sa mort, le compositeur des Saltimbanques eut la joie de voir son inauguration. Enthousiaste comme un jouvenceau, Ganne se confie à Gabriel Davin de Champclos, l'envoyé du journal Le Petit Bleu de Paris :
« On inaugure samedi me confie t-il, ma grande Salle de Concerts, la plus vaste et la plus luxueuse peut-être du monde entier. Mon orchestre est composée exclusivement de Premiers Prix du Conservatoire. Et tous mes musiciens sont français, exclusivement français ».
Attribuée en 1930, dans le 20e arrondissement de Paris, une rue Louis-Ganne lui rend hommage.
En 1931, une rue Louis-Ganne est inaugurée à Dijon. De par sa mère Marie Prudhon, originaire de Perrigny-sur-l'Ognon, où il séjourna durant son enfance, le compositeur des Saltimbanques avait aussi du sang bourguignon.
À Buxières-les-Mines, son village natal dans l'Allier, une place Louis-Ganne est inaugurée en juillet 1914 à son nom.
Une rue Louis-Ganne fut inaugurée à Auvers-sur-Oise, cité du peintre Vincent van Gogh où le compositeur qui y posséda une demeure, d'où il écrivit la musique de son célèbre opéra-comique Les Saltimbanques.
En 1962, pour le centenaire de la naissance du compositeur, création d' une Promotion Louis Ganne au collège de Saint-Nicolas d'Issy. (https://copainsdavant.linternaute.com/photo/3-saint-nicolas-promotion-louis-ganne-college-saint-nicolas-1768429
En 1979, la poste monégasque de la principauté de Monaco, fait éditer un timbre commémoratif sur Hans le Joueur de Flûte le célèbre opéra-comique de Louis Ganne, timbre émis à l'occasion du centenaire de la création de la salle Garnier, architecte de l'opéra de Monte-Carlo.
En septembre 2005, inauguration de l'Espace Louis Ganne, par la municipalité et les musiciens de l'Harmonie de Forbach ville frontière de lorraine.